# Gruppo Sportivo Hockey Trissino 1983-1984
Questa voce raccoglie le informazioni riguardanti il Gruppo Sportivo Hockey Trissino Conceria Basmar nelle competizioni ufficiali della stagione 1983-1984.

## Maglie e sponsor
| 1ª divisa | 2ª divisa |

Lo sponsor della squadra fu la Conceria Basmar di Trissino.